# Alto El Manzano
Alto el Manzano es un caserío ubicada en el norte de la Región Metropolitana de Santiago, en la comuna de Til Til, dentro de la Provincia de Chacabuco. Esta a 3,5 km de Huertos Familiares y a 15 km de Til Til, es orillada por la Quebrada de Los Maitenes y conectada por la Ruta 5, según el Instituto Nacional de Estadisticas (INE 2019), su población es caractegorizada como Caserío.